# 拉納·巴哈都爾·沙阿
拉纳·巴哈都爾·沙阿（尼泊爾語： Rana Bahadur Shah；1775年5月25日—1806年4月25日）尼泊爾王國沙阿王朝第三代國王，1777年至1799年在位。中國史料稱之爲喇納巴都爾。
他是前任國王普拉塔·辛格·沙阿的兒子。登位之時由於年幼，由母親拉金德拉·拉克希米攝政。1785年太后死去，由叔父巴哈都爾·沙阿攝政。在巴哈都爾·沙阿執政期間，尼泊爾不斷對外擴張，先後征服祖姆拉、多提、帕爾帕、加瓦爾、庫曼等地區。祖姆拉國王逃亡中國；多提國王則逃亡英屬印度。
1788年，尼泊爾入侵錫金和中國清朝統治之下的西藏，引發了清與廓爾喀戰爭。最初尼泊爾節節勝利，但清朝派遣八旗軍隊抗擊之後戰局完全得到扭轉。攝政巴哈都爾·沙阿向海得拉巴邦的英國執政者詹姆斯·阿基琉斯·克爾帕特里克尋求武器支持，但遭到拒絕。尼泊爾被迫於1792年同清朝達成和解。
1794年，拉納·巴哈都爾·沙阿國王將執政的叔父巴哈都爾·沙阿囚禁，獨掌大權。1799年，拉納國王的寵妃逝世。國王非常悲傷，依照慣例，將王位傳給年幼的兒子吉爾凡·尤達·比克拉姆·沙阿，退位到瓦拉納西出家，任命达摩达尔·潘德为首相摄政。达摩达尔摄政期间，一直禁止拉納·巴哈都爾参政。1804年，在比姆森·塔帕的支持下，拉纳·巴哈都尔发动政变，诛杀达摩达尔，自任首相。1806年4月25日，被同父異母弟舍爾·巴哈都爾·沙阿刺殺。